# LEN Champions Cup 2010-2011
La LEN Champions Cup 2010-2011 è stata la XXIVª edizione del trofeo.
Si sono iscritte al torneo tredici squadre, perciò non è stato disputato il turno di qualificazione. Le gare sono iniziate il 14 gennaio 2010 e si sono concluse con la Final Four di Sabadell, in Spagna, il 22 e 23 aprile.
Le padrone di casa delle finali del Club Natació Sabadell si sono laureate per la prima volta campionesse d'Europa.

## Turno preliminare
| Gruppo A                                              | Gruppo B                                          | Gruppo C                                         | Gruppo D                                                      |
| ----------------------------------------------------- | ------------------------------------------------- | ------------------------------------------------ | ------------------------------------------------------------- |
| Catania                                               | Kiriši                                            | Nizza                                            | Firenze                                                       |
| - CN Sabadell - Orizzonte Catania - Blau Weiss Bochum | - Bayer Uerdingen - CE Mediterrani - Kinef Kiriši | - Shturm 2002 Chehov - Olympiakos - Olympic Nice | - ASPTT Nancy - Ede Polar Bears - Fiorentina - NC Vouliagmeni |

### Gruppo A
|  |    | Preliminare A 2010-2011   | Pti | G | V | N | P | GF | GS | DR  |
|  | -- | ------------------------- | --- | - | - | - | - | -- | -- | --- |
|  | 1. | CN Sabadell               | 6   | 2 | 2 | 0 | 0 | 26 | 20 | +6  |
|  | 2. | Orizzonte Catania         | 3   | 2 | 1 | 0 | 1 | 30 | 25 | +5  |
|  | 3. | SV Blau Weiss Bochum 1896 | 0   | 2 | 0 | 0 | 2 | 18 | 29 | -11 |

| 14 gennaio 2011   |         |             |
| Blau-Weiss Bochum | 7 - 12  | CN Sabadell |
| 15 gennaio 2011   |         |             |
| CN Sabadell       | 14 - 13 | Orizzonte   |
| 16 gennaio 2011   |         |             |
| Blau-Weiss Bochum | 11 - 17 | Orizzonte   |

### Gruppo B
|  |    | Preliminare B 2010-2011 | Pti | G | V | N | P | GF | GS | DR  |
|  | -- | ----------------------- | --- | - | - | - | - | -- | -- | --- |
|  | 1. | Kinef Kiriši            | 6   | 2 | 2 | 0 | 0 | 42 | 16 | +26 |
|  | 2. | Bayer Uerdingen         | 3   | 2 | 1 | 0 | 1 | 30 | 33 | -3  |
|  | 3. | CE Mediterrani          | 0   | 2 | 0 | 0 | 2 | 17 | 40 | -23 |

| 14 gennaio 2011 |         |                 |
| Bayer Uerdingen | 20 - 11 | CE Mediterrani  |
| 15 gennaio 2011 |         |                 |
| Kinef Kiriši    | 22 - 10 | Bayer Uerdingen |
| 16 gennaio 2011 |         |                 |
| CE Mediterrani  | 6 - 20  | Kinef Kiriši    |

### Gruppo C
|  |    | Preliminare C 2010-2011 | Pti | G | V | N | P | GF | GS | DR  |
|  | -- | ----------------------- | --- | - | - | - | - | -- | -- | --- |
|  | 1. | Olympiakos              | 6   | 2 | 2 | 0 | 0 | 25 | 15 | +10 |
|  | 2. | Shturm 2002 Chehov      | 3   | 2 | 1 | 0 | 1 | 26 | 19 | +7  |
|  | 3. | Olympic Nice            | 0   | 2 | 0 | 0 | 2 | 11 | 28 | -17 |

| 14 gennaio 2011 |         |            |
| Olympic Nice    | 4 - 13  | Olympiakos |
| 15 gennaio 2011 |         |            |
| Olympiakos      | 12 - 11 | Shturm     |
| 16 gennaio 2011 |         |            |
| Olympic Nice    | 7 - 15  | Shturm     |

### Gruppo D
|  |    | Preliminare C 2010-2011 | Pti | G | V | N | P | GF | GS | DR  |
|  | -- | ----------------------- | --- | - | - | - | - | -- | -- | --- |
|  | 1. | NC Vouliagmeni          | 9   | 3 | 3 | 0 | 0 | 43 | 17 | +26 |
|  | 2. | Ede Polar Bears         | 6   | 3 | 2 | 0 | 1 | 31 | 30 | +1  |
|  | 3. | Fiorentina              | 3   | 3 | 1 | 0 | 2 | 24 | 28 | -4  |
|  | 4. | ASPTT Nancy             | 0   | 3 | 0 | 0 | 3 | 19 | 42 | -23 |

| 14 gennaio 2011 |        |                 |
| Vouliagmeni     | 15 - 6 | Ede Polar Bears |
| Fiorentina      | 11 - 6 | Nancy           |
| 15 gennaio 2011 |        |                 |
| Nancy           | 6 - 17 | Vouliagmeni     |
| Fiorentina      | 8 - 11 | Ede Polar Bears |
| 16 gennaio 2011 |        |                 |
| Ede Polar Bears | 14 - 7 | Nancy           |
| Fiorentina      | 5 - 11 | Vouliagmeni     |

## Quarti di Finale

### Andata
| Data        | Ora   | Gara            | Gara    | Gara               |
| ----------- | ----- | --------------- | ------- | ------------------ |
| 12 feb 2011 | 12:45 | CN Sabadell     | 16 - 8  | Shturm 2002 Chehov |
| 12 feb 2011 | 16:30 | Bayer Uerdingen | 8 - 18  | Olympiakos         |
| 12 feb 2011 | 19:00 | Ede Polar Bears | 9 - 11  | Kinef Kiriši       |
| 12 feb 2011 | 21:00 | NC Vouliagmeni  | 13 - 11 | Orizzonte Catania  |

### Ritorno
| Data        | Ora   | Gara               | Gara   | Gara            | Tot.  |
| ----------- | ----- | ------------------ | ------ | --------------- | ----- |
| 19 mar 2011 | 12:00 | Kinef Kiriši       | 15 - 9 | Ede Polar Bears | 26-18 |
| 19 mar 2011 | 17:00 | Orizzonte Catania  | 12 - 8 | NC Vouliagmeni  | 23-21 |
| 19 mar 2011 | 18:00 | Shturm 2002 Chehov | 11 - 6 | CN Sabadell     | 19-22 |
| 19 mar 2011 | 18:00 | Olympiakos         | 17 - 6 | Bayer Uerdingen | 35-14 |

## Final Four

### Semifinali
| Arbitri: | Savinović (CRO) Dulith (NED) |

|           |           |             |
| 7: Pareja | Marcatori | 5: Lisunova |

| Arbitri: | Koryzna (POL) Detko (GBR) |

|                  |           |                     |
| 4: Di Mario, Gil | Marcatori | 3: Avamidou, Psouni |

### Finale 3º Posto
| Arbitri: | Detko (GBR) Dulith (NED) |

|             |           |                     |
| 4: Beljaeva | Marcatori | 4: Antonakou, Craig |

### Finale
| Arbitri: | Koryzna (POL) Savinović (CRO) |

|          |           |               |
| 4: Szücs | Marcatori | 2: Gil, Villa |

## Fonti
- (EN)  Risultati ufficiali su Len.eu